# Екстремофіли

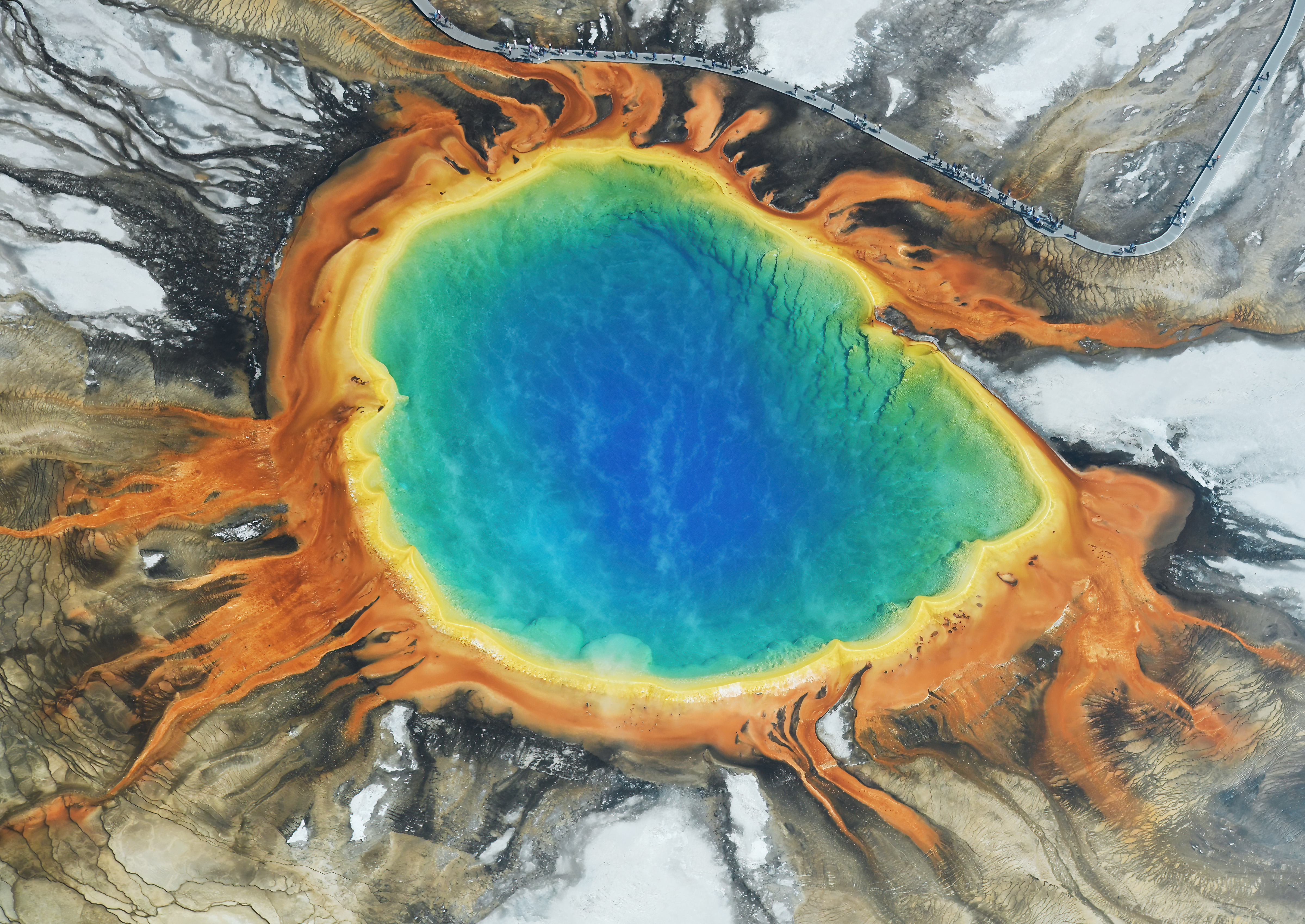
Термофіли, одні з екстремофілів, характеризуються яскравими кольорами. Велике призматичне джерело, Єллоустоунський національний парк

Екстремофіли — організми, пристосовані до життя в умовах, екстремальних за якою-небудь фізичною або геохімічною ознакою.
Переважна більшість відомих екстремофілів — мікроорганізми, переважно прокаріоти. Мікроорганізми здатні жити у набагато ширшому діапазоні умов, ніж багатоклітинні. Дуже велика частка екстремофілів належить до домену Археї, але вони є і в різних еволюційних лініях бактерій, причому частина архей — мезофіли. Існують також і багатоклітинні екстремофіли, наприклад, тихоходи, поліхета помпейський черв'як, комахи-психрофіли Grylloblattodea, ракоподібні з ряду Euphausiacea (антарктичний криль).

## Класифікація
За умовами проживання можна виділити такі групи екстремофілів:
- Термофіли — здатні переносити високі температури (+45 … +113 °C);
- Психрофіли — здатні до розмноження при порівняно низьких температурах (-10 … +15 °C);
- Ацидофіли — живуть в кислих середовищах (pH 1-5);
- Алкаліфіли — живуть в лужних середовищах (pH 9-11);
- Барофіли — витримують надвисокий тиск;
- Осмофіли — організми, здатні жити в розчинах з надзвичайно високою концентрацією осмотично активних речовин і відповідно при високому осмотичному тиску (наприклад, мікроскопічні грибки, що використовують мед як субстрат);
- Галофіли — живуть у соляних розчинах з вмістом NaCl 25-30 %;
- Ксерофіли — виживають при мінімальному рівні вологи.

## Представники

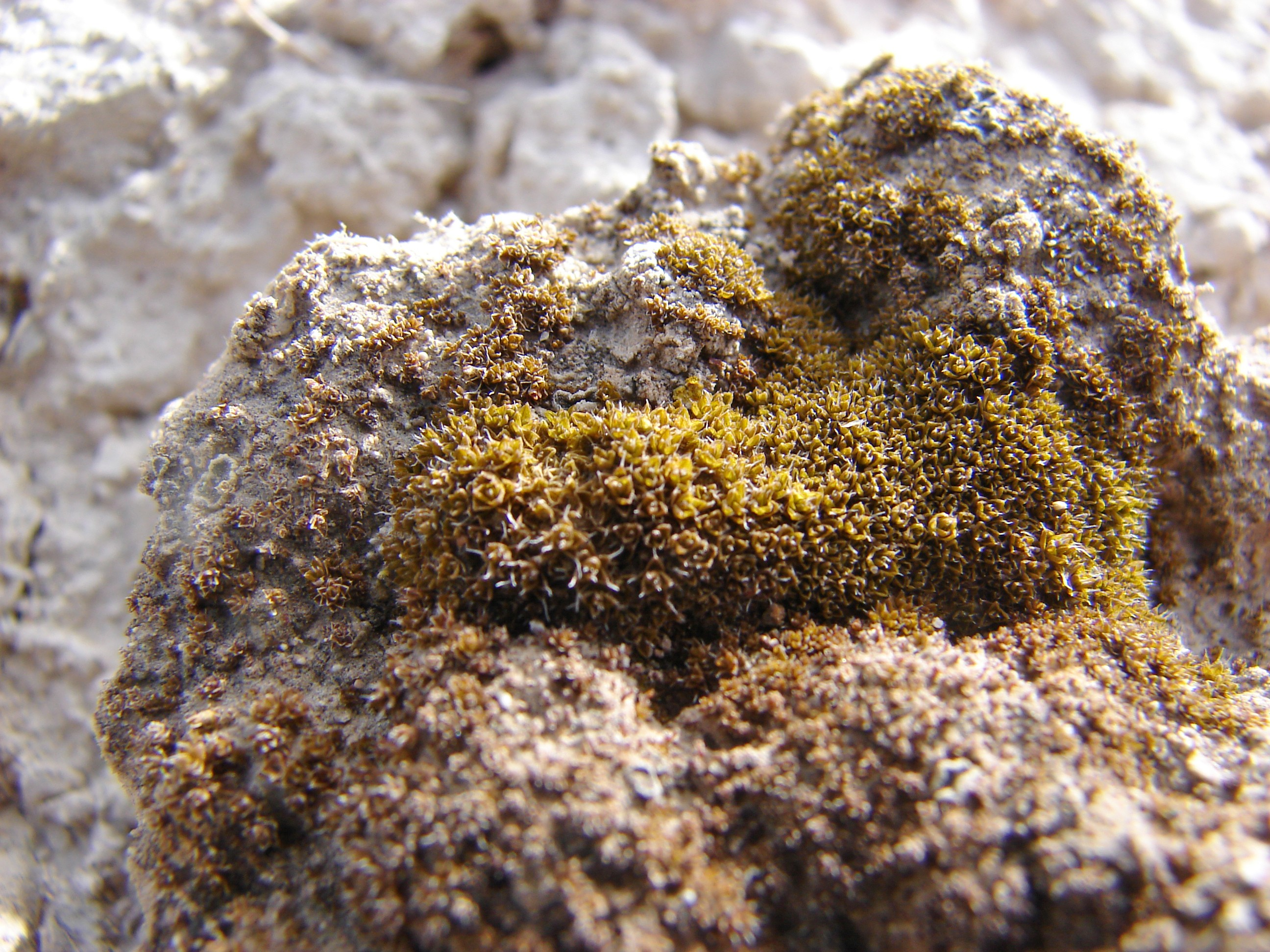
Аридниця сивожилкова

Мох Аридниця сивожилкова вважається найперспективнішою рослиною-екстремофілом для тераформування і колонізації Марса та інших позаземних територій, задля утворення біомаси та кисню.